# 43e législature de la Chambre des représentants de Belgique

La 43e législature de la Chambre des représentants de Belgique a commencé le 5 mai 1977, et fait suite aux élections législatives du 17 avril 1977. Elle englobe les gouvernements Tindemans IV et Vanden Boeynants II.
Cette législature comptait 212 membres.

## Bureau
- Edmond Leburton, président
- Jan Verroken, 1er vice-président
- Charles Poswick, 2e vice-président
- Gustaaf Boeykens, vice-président
- Léon Remacle, vice-président
- Marcel Bode, vice-président

## Membres
- Jeanne Adriaensens ép.Huybrechts
- Vic Anciaux
- Bernard Anselme
- Mik Babylon
- Frans Baert,chef de groupe
- Eddy Baldewijns
- Marie Banneux
- Victor Barbeaux
- André Baudson
- Lieven Bauwens
- Richard Beauthier
- Jozef Belmans
- Luc Bernard
- André Bertouille
- Alfred Bertrand
- Yvon Biefnot
- Karel Blanckaert,chef de groupe
- Marcel Bode
- Henri Boel
- Cécile Boeraeve-Derycke
- Gustaaf Boeykens
- Raoul Bonnel
- Marc Bourry
- Guy P. Brasseur
- Georgette Brenez
- Hervé Brouhon,chef de groupe
- Willy Burgeon
- Alfred Califice
- Jan Caudron
- Frans Cauwenberghs
- Albert Claes
- Willy Claes
- Dries Claeys
- Georges Clerfayt
- Daniël Coens
- Jef Colin
- Fernand Colla
- Willem Content
- André Cools
- Bob Cools
- Alfons Coppieters
- Charles Cornet d'Elzius
- Adhémar d'Alcantara
- André Damseaux
- Livien Danschutter
- André De Beul
- Tijl Declercq
- Willy De Clercq
- Herman De Croo,chef de groupe
- Léon Defosset
- Jean Defraigne,chef de groupe
- Louis De Grève
- André Degroeve
- Jean-Maurice Dehousse
- Claude Dejardin
- Paul De Keersmaeker
- Paul De Kerpel
- Jean-Baptiste Delhaye
- Roger Delizée
- Gérard Delruelle
- Wivina Demeester
- Francine Demeulenaere née Dewilde
- Omer De Mey
- Jozef Demeyere
- Adhemar Deneir
- Robert Denison
- Henri Deruelles
- Willy Desaeyere
- Pierre Deschamps
- Georges Désir
- José Desmarets,chef de groupe
- Emmanuel Desutter
- Leona Detiège
- Paul De Vlies
- Godelieve Devos
- Robert Devos
- Monique De Weweire
- August De Winter
- Roger De Wulf
- Diane D'haeseleer, ép. Van Renterghem
- Luc Dhoore
- Achille Diegenant
- Greta Dielens
- Adolphe Ducobu
- Ferdinand Dupont
- Jozef Dupré
- Mark Eyskens
- Emile Flamant
- Frédéric François
- Jaak Gabriels
- Marc Galle
- Wim Geldolf,chef de groupe
- Paul-Henry Gendebien
- Robert Gheysen
- Ernest Glinne
- Jean Gol
- Richard Gondry
- Jean-Pierre Grafé
- Frans Grootjans
- François Guillaume
- Lode Hancké
- Léon Hannotte
- Michel Hansenne
- Marc Harmegnies
- Pierre Havelange,chef de groupe
- Fernand Helguers
- Jaak Henckens
- Fernand Hubin
- Robert Hulet
- Léon Hurez
- René Jérôme
- Lambert Kelchtermans
- André Kempinaire
- Etienne Knoops
- Serge Kubla
- Willy Kuijpers
- Alfons Laridon
- Edmond Leburton
- Robert Leclercq
- Lieven Lenaerts
- Jan Lenssens
- Albert Lernoux
- Marcel Levaux
- Nelly Maes ép.Van der Eecken
- André Magnée
- Jan Mangelschots
- Robert Marchal
- Wilfried Martens
- Guy Mathot
- Reimond Mattheyssens
- Philippe Maystadt
- Joseph Michel (homme politique)&Joseph Michel
- Georges Monard
- Armand Moock
- Christiaan Moors
- Robert Moreau
- Georges Mundeleer
- Roger Nols
- Charles-Ferdinand Nothomb
- Gustaaf Nyffels
- Louis Olivier
- Marc Olivier
- Gaston Onkelinx
- Roger Otte
- Lucien Outers
- Paul Peeters
- Renaat Peeters
- Jean-Pierre Perdieu
- François Persoons
- Jean Picron
- Guy Pierard
- Henri Pierret
- Marcel Plasman
- Karel Poma
- Jos Poortmans
- Charles Poswick
- Jef Ramaekers
- Léon Remacle
- Marcel Remacle
- Basile-Jean Risopoulos
- Pierre Rouelle
- André Rutten
- Mathieu Rutten
- Hugo Schiltz
- Guy Schrans
- Guillaume Schyns
- Alfred Scokaert
- Ludo Sels
- Henri Simonet
- Achiel Smets
- Joos Somers
- Antoinette Spaak ép. Danis
- Georges Sprockeels
- Antoon Steverlynck
- Rika Steyaert
- Herman Suykerbuyk
- Frank Swaelen
- Francis Tanghe
- Gilbert Temmerman
- Léopold Tibbaut
- Leo Tindemans
- Louis Tobback
- Maria Tyberghien, née Vandenbussche
- Robert Urbain
- René Uyttendaele
- Jef Valkeniers
- Henri-François Van Aal
- Frank Van Acker
- Jean-Claude Van Cauwenberghe
- Paul Vanden Boeynants
- Luc Van den Brande
- Alain Van der Biest
- Paul Van Der Niepen
- Michel Van Dessel
- Jos Van Elewyck
- Renaat Van Elslande
- Louis Van Geyt
- Paul Van Grembergen
- Erik Vankeirsbilck
- Robert Van Rompaey
- Emiel Vansteenkiste
- Louis Vanvelthoven
- Frans Verberckmoes
- Guido Verhaegen
- Jan Verroken
- Alfred Vreven
- Melchior Wathelet
- Hugo Weckx
- Ghisleen Willems
- Yvan Ylieff